# Pousada

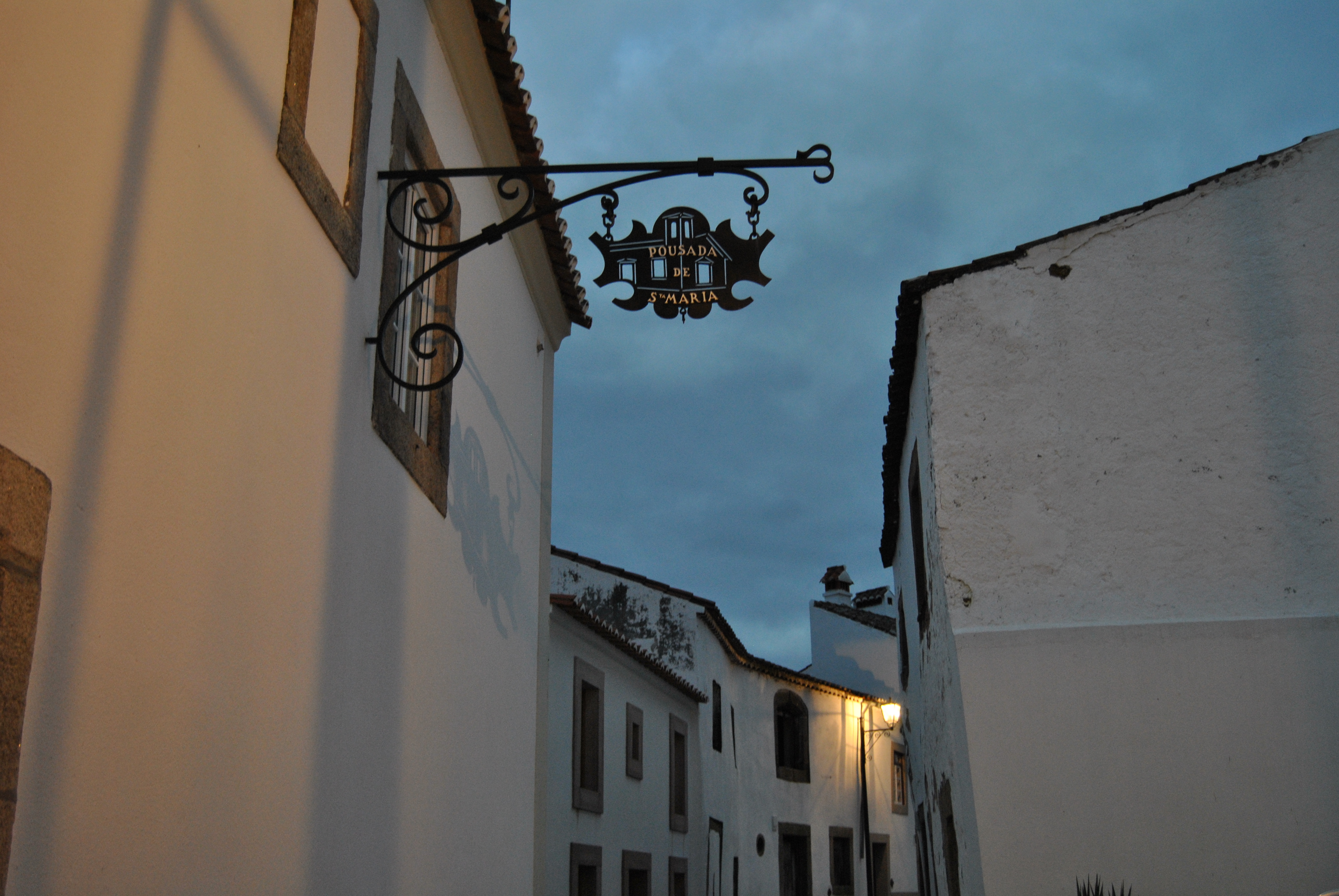
Pousada in Marvão

Pousadas sind Pensionen in verschiedenen portugiesischsprachigen Ländern. Das Verb pousar bedeutet im Portugiesischen sowohl ‚landen‘ als auch ‚ruhen‘ im Sinne von „ausruhen“ und „entspannen“.

## Brasilien

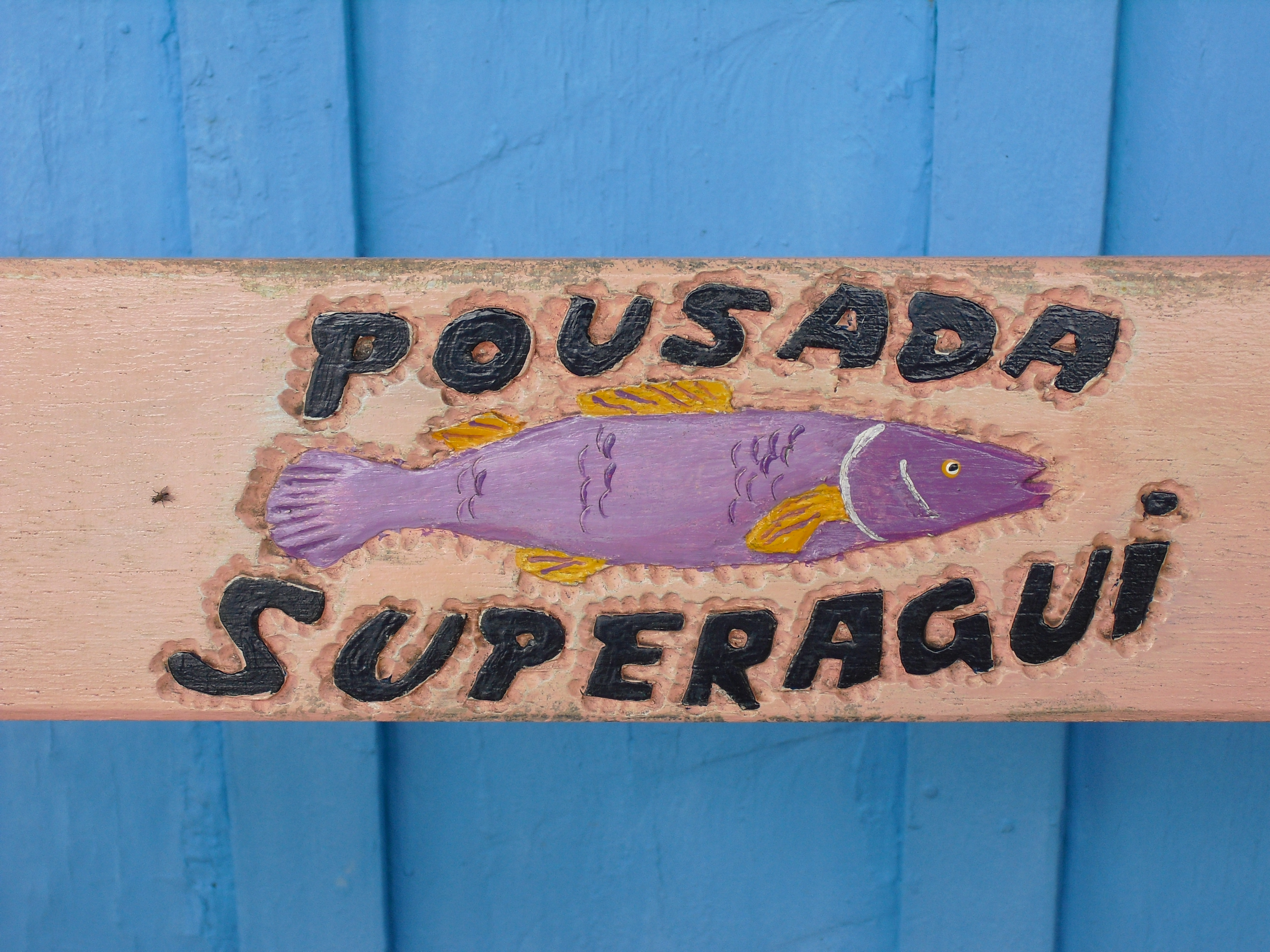
Oft zeichnet Individualität brasilianische Pousadas aus

In Brasilien ist eine Pousada eine meist familiär geführte kleine Frühstückspension auf dem Lande. Pousadas haben selten mehr als ca. zehn Zimmer. Die populären Tourismusorte Brasiliens verfügen in der Regel über Pousadas in allen Qualitäts- und Preiskategorien, teilweise auch mit zwanzig und mehr Zimmern. Sobald ein voll funktionsfähiges Restaurant integriert wird, muss sich das Haus als „Hotel“ bezeichnen. Im Gegensatz zum traditionellen „Gasthaus“ mit Fremdenzimmern im deutschen Sprachraum, bietet die brasilianische Pousada dem Ortsansässigen keinen vergleichbaren „Gastraum“.
In brasilianischen Großstädten hat das Hotel die Pousada weitgehend verdrängt. Eine ähnliche Tendenz zeichnet sich mit zunehmendem Tourismus auch an Orten wie Foz do Iguaçu oder Salvador ab, wo jährlich hunderttausende Besucher, insbesondere aus dem Ausland, für ein bis zwei Nächte preiswert unterzubringen sind. An einem ähnlich von ausländischen Touristen frequentierten Ort wie zum Beispiel Búzios, in dem die durchschnittliche Aufenthaltsdauer sieben Tage beträgt und Entspannung im Vordergrund steht, beherbergen dagegen über hundert kleine, meist gemütliche Pousadas mehr Gäste als eine Handvoll Hotels. Dazu haben allerdings im Fall von Búzios strenge lokale Bauvorschriften beigetragen, die den Bau großer Hotelkomplexe, auch zugunsten der Pousadas, verhindern konnten.

## Portugal

Logo

1942 wurde die staatliche Gruppe Pousadas de Portugal gegründet, die heute halbprivatisiert ist und von der portugiesischen Pestana Group geführt wird. 41 Pousadas befinden sich auf dem portugiesischen Festland, zwei auf den Azoren und seit 2005 gehört eine Pousada im brasilianischen Salvador da Bahia zur Gruppe.

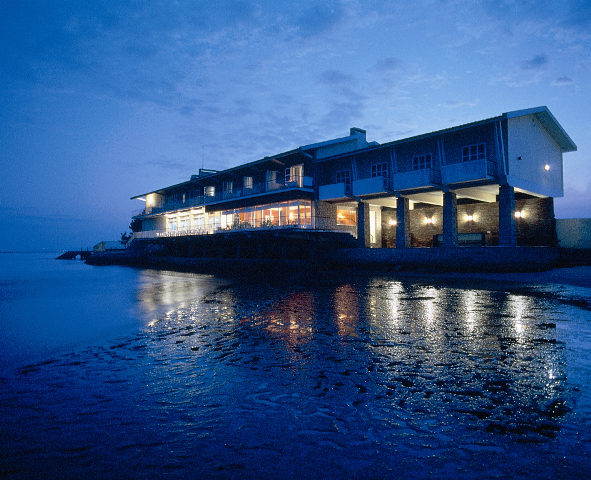
Die Pousada da Ria, in Torreira (bei Aveiro)

Viele Pousadas befinden sich in Gebäuden, Schlössern, Klöstern, Burgen und Palästen mit teils bedeutender historischer Bausubstanz, viele stehen unter Denkmalschutz.
In den 1990er Jahren wurden einige der historischen Pousadas umgestaltet, um das traditionelle Erbe mit moderner Architektur und zeitgenössischem Design zu kombinieren. Diese Häuser fasste man in der Gruppe der „Pousadas mit historischem Design“ zusammen.
Die Zimmerzahl der Pousadas liegt zwischen 9 und 49.

## Andere Länder

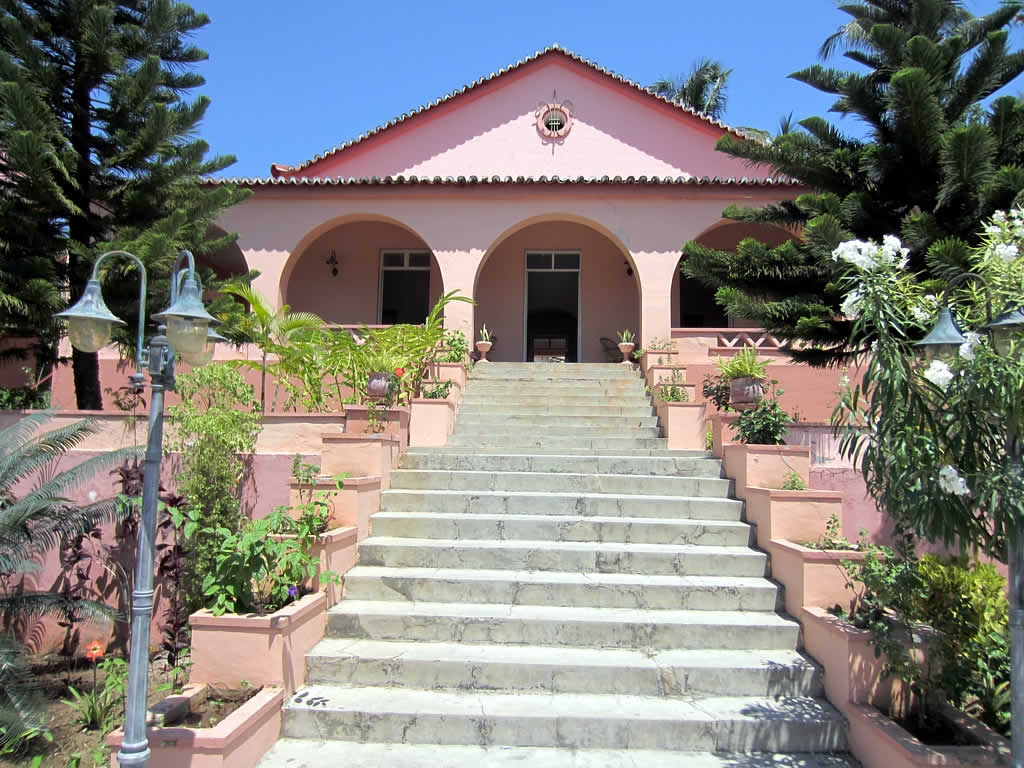
Die Pousada de Baucau (Osttimor)

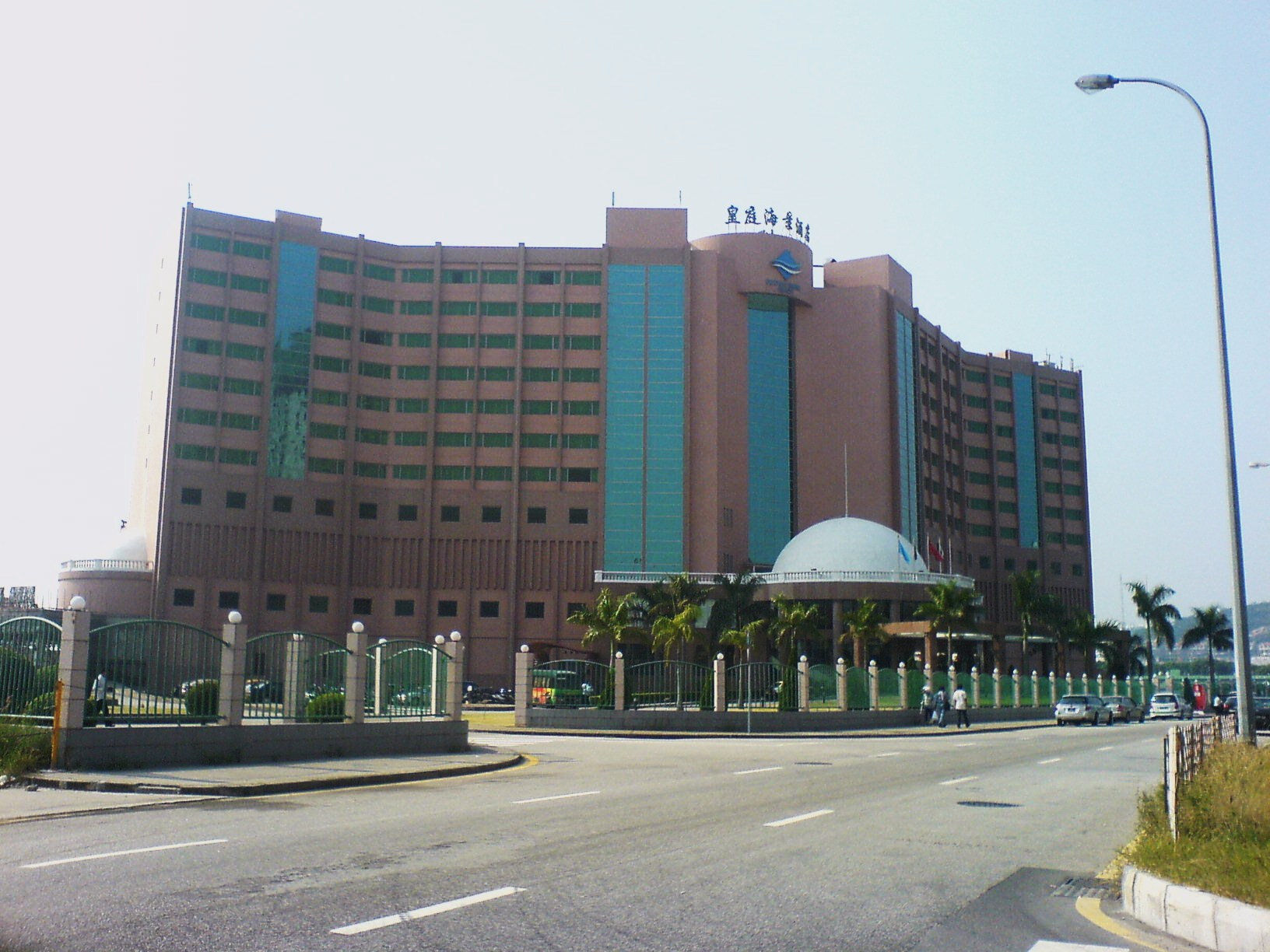
Pousada Marina Infante in Macau

In Osttimor befinden sich mehrere Pousadas. So die Pousada de Baucau, ein Hotel in der zweitgrößten Stadt des Landes mit einer langen Tradition. Die Pousada in Maubisse ist eher eine einfache Unterkunft. Weitere Pousadas gibt es in Tutuala und in Same.
Auch in den ehemaligen portugiesischen Besitzungen in Afrika und im chinesischen Macau gibt es Pousadas.
In Spanien gibt es die vergleichbare Einrichtung der Paradores.

## Galerie

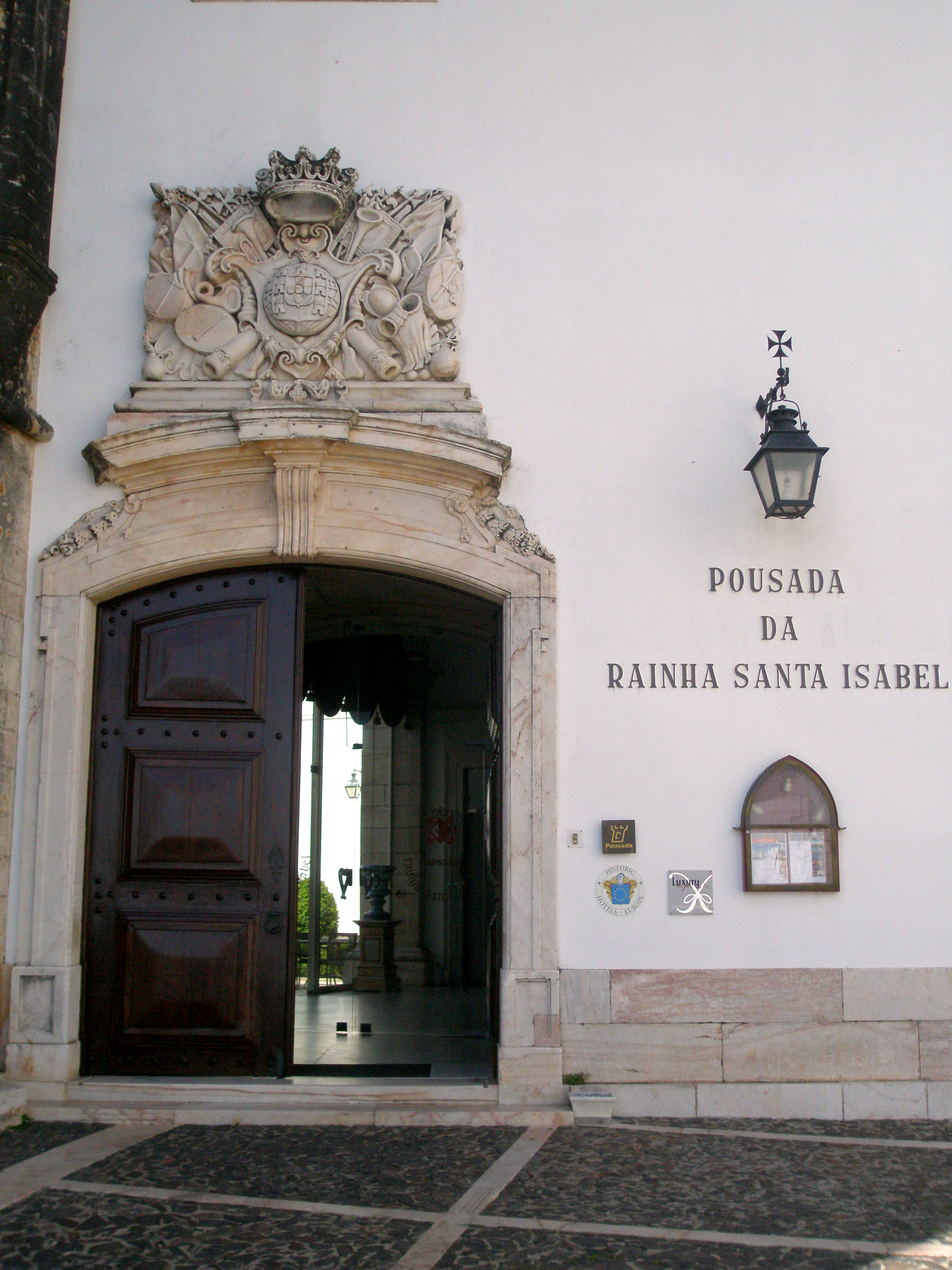
Die Pousada von Estremoz
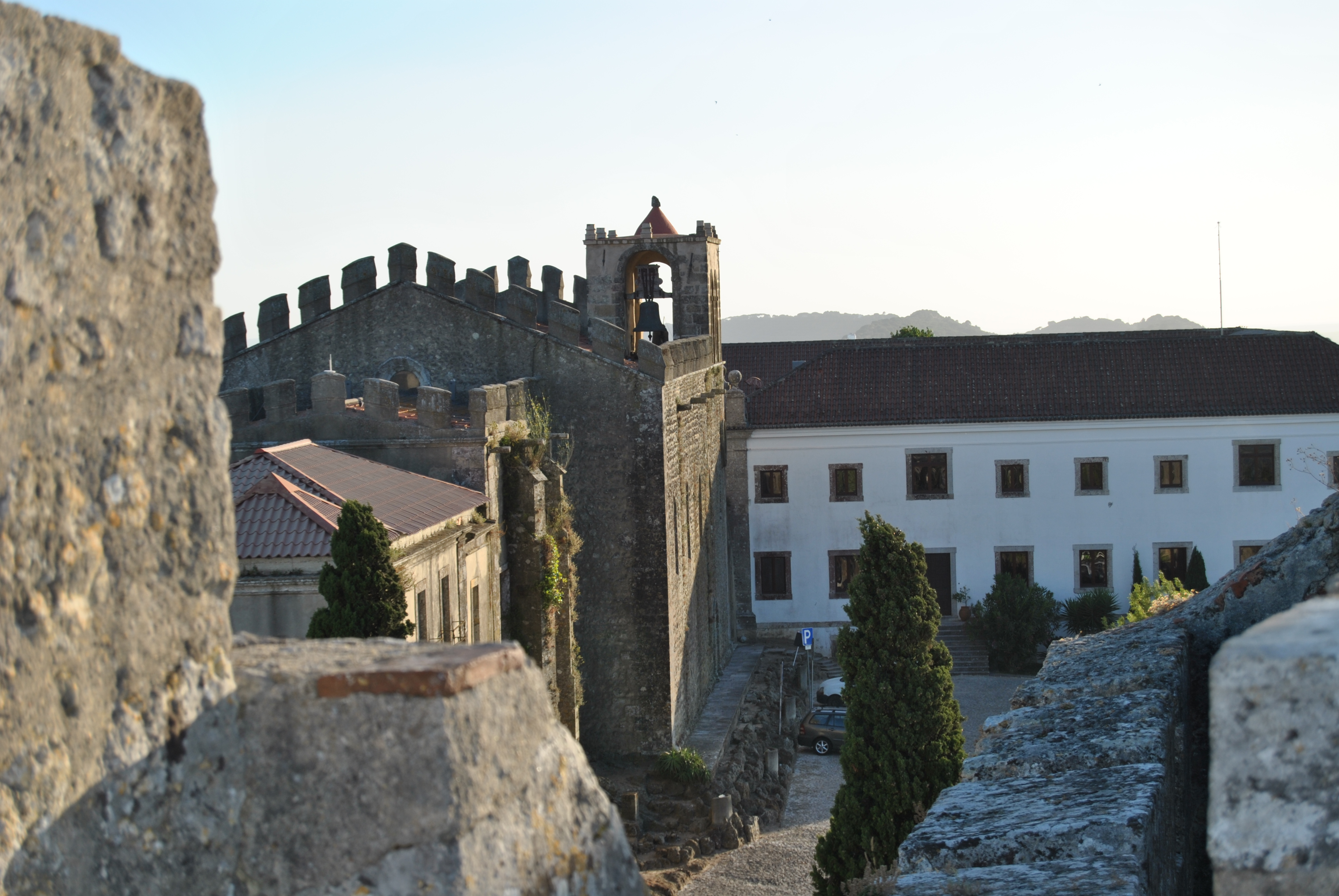
Die Pousada von Palmela
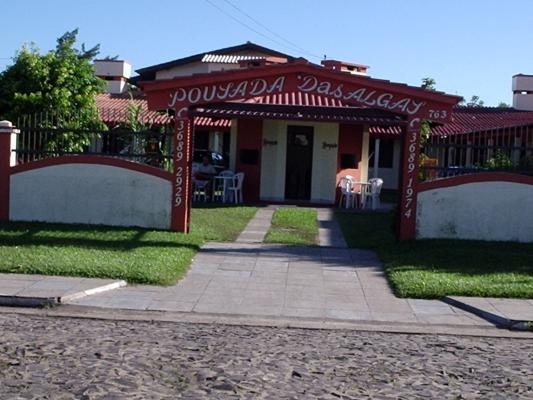
Die Pousada das Algas in Brasilien
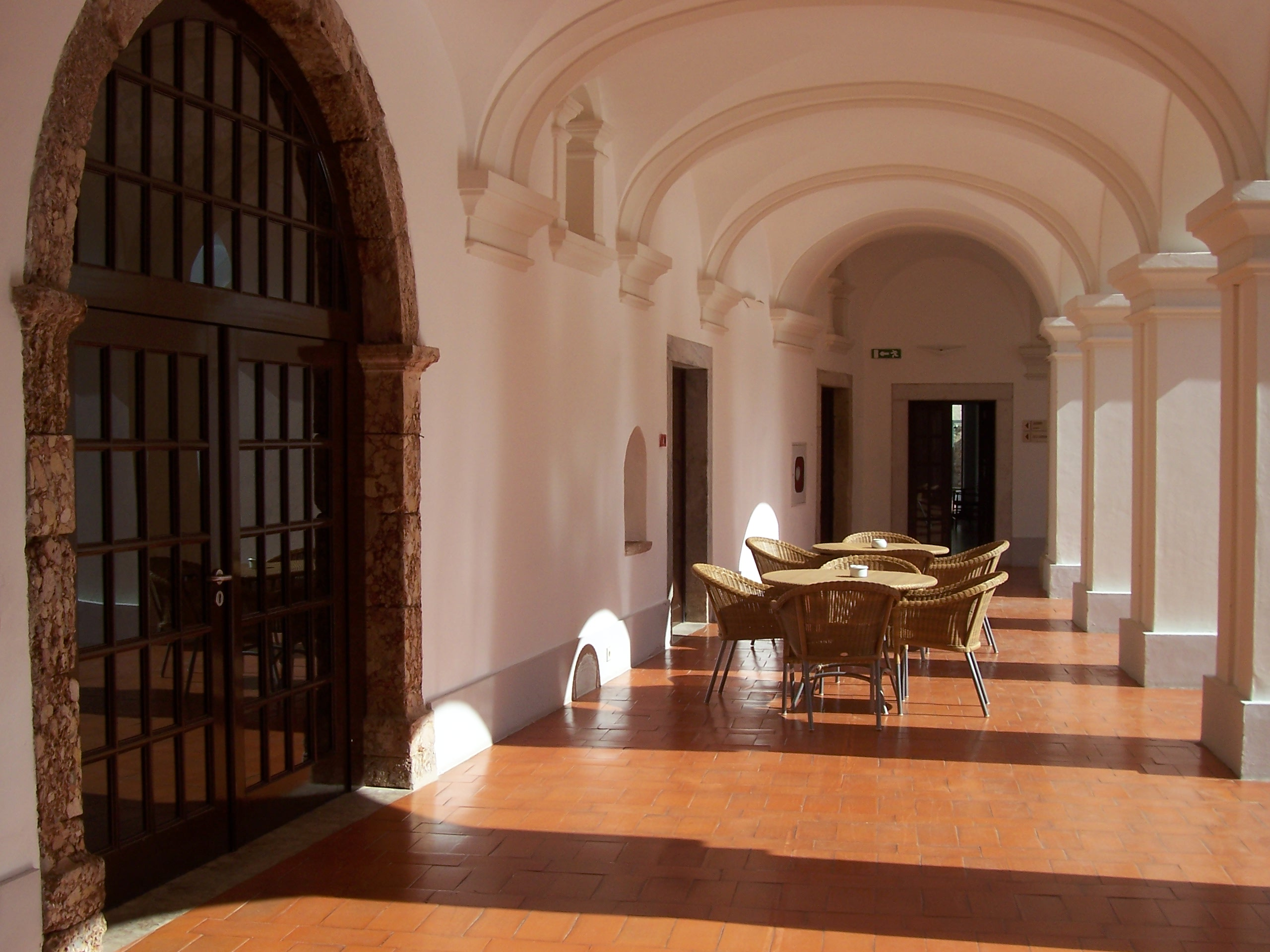
In der Pousada von Alcácer do Sal
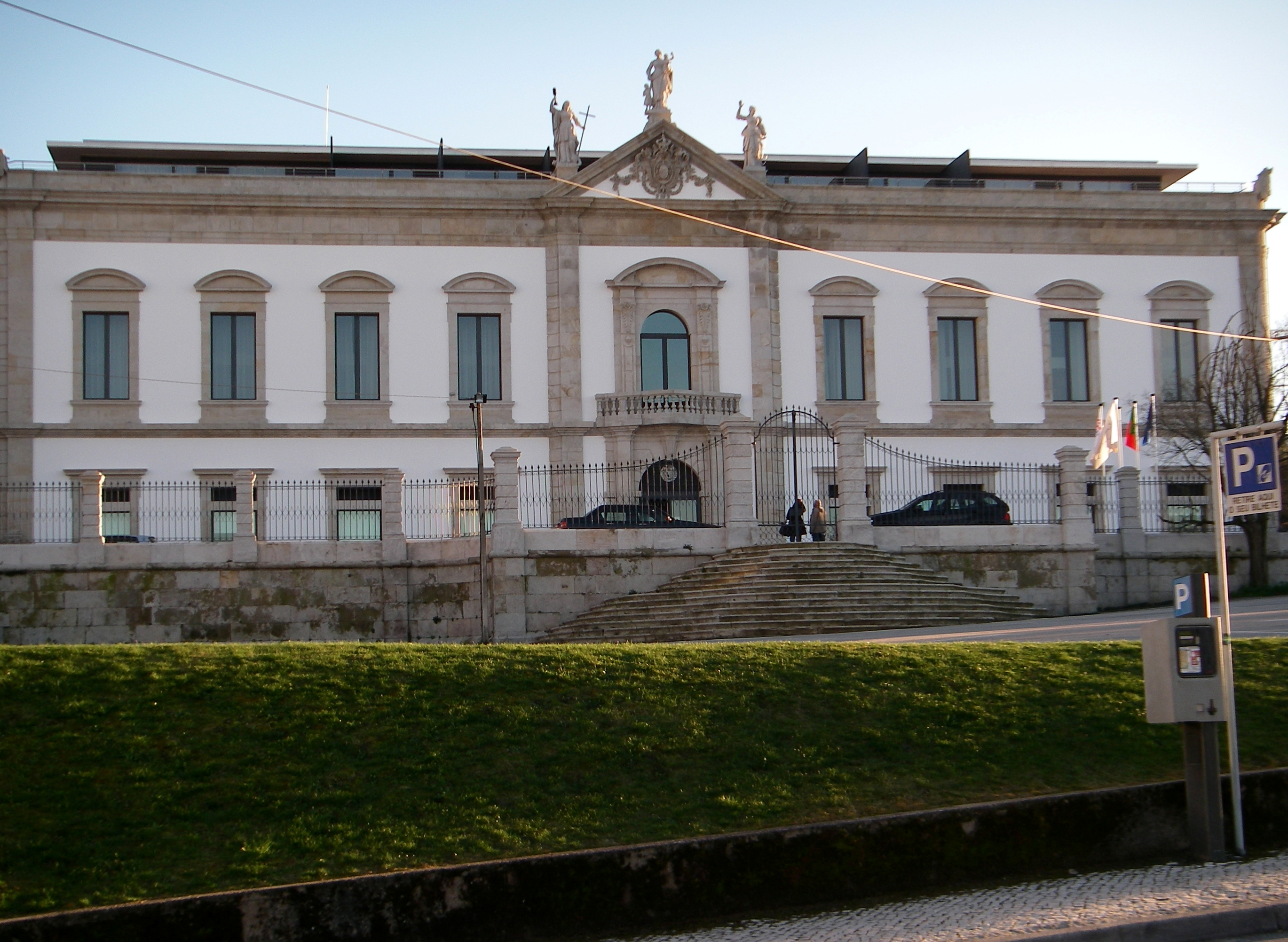
Die Pousada in Viseu
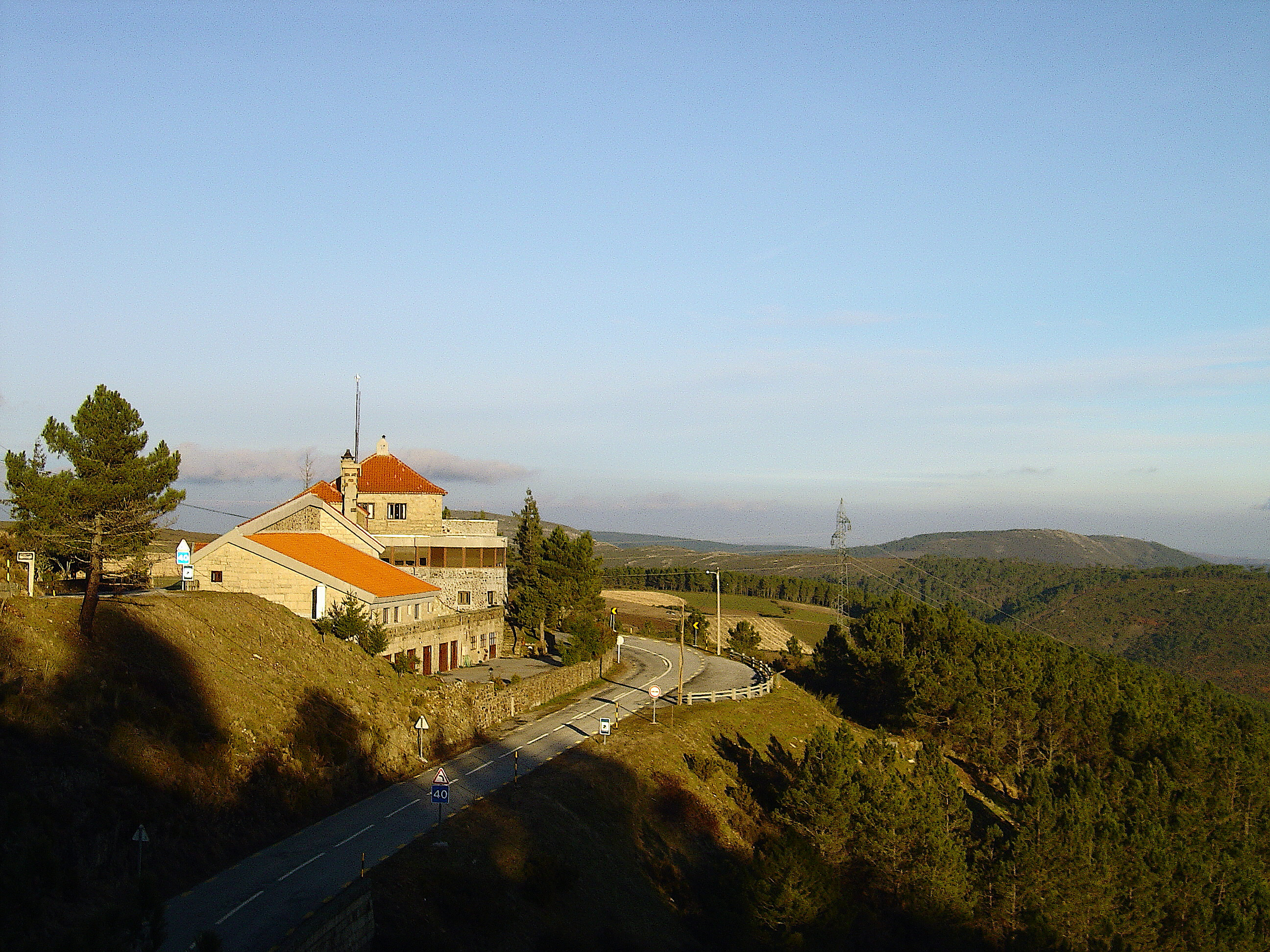
Pousada in der Serra da Estrela
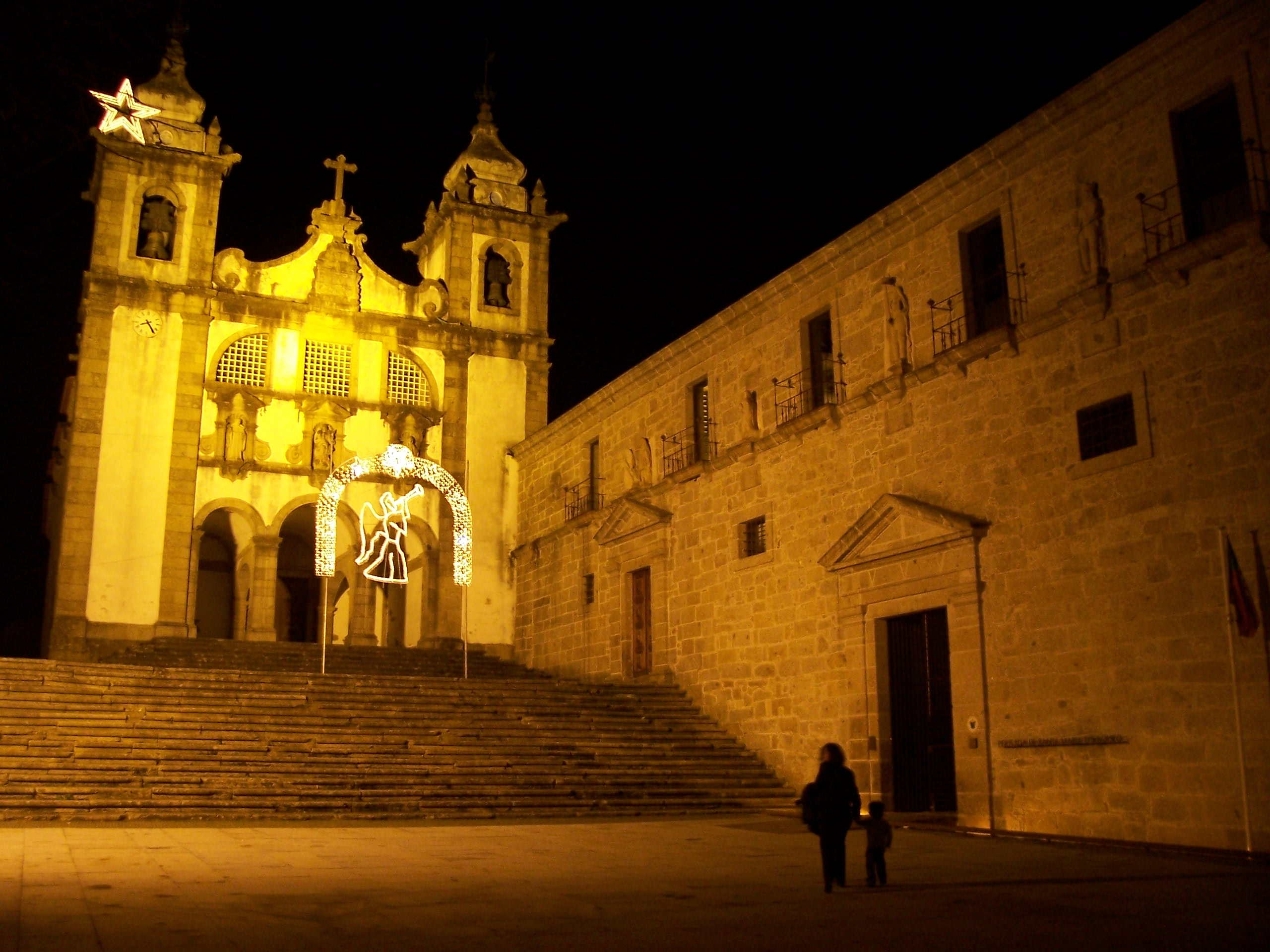
Die Pousada von Amares
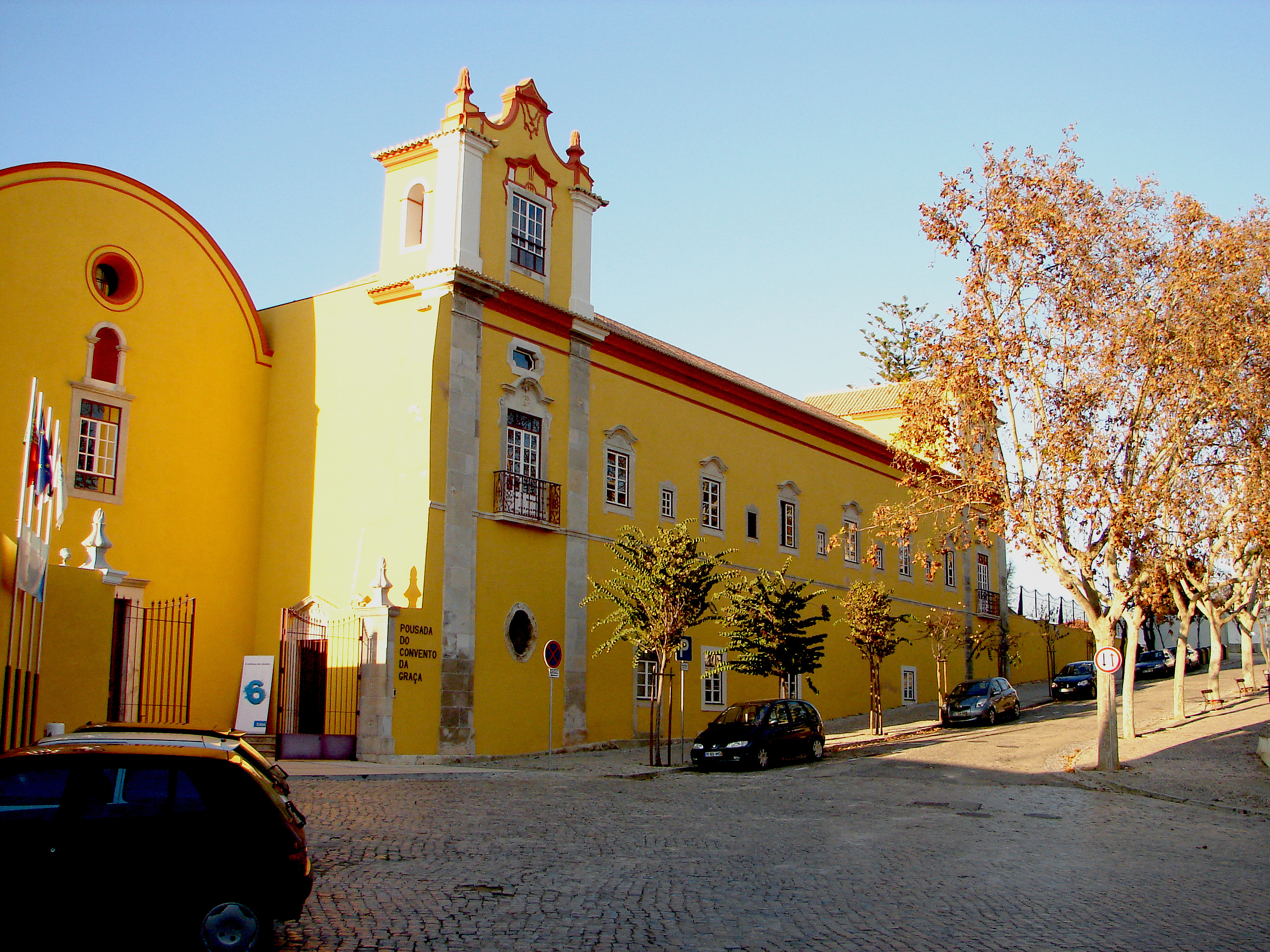
Die Pousada von Tavira
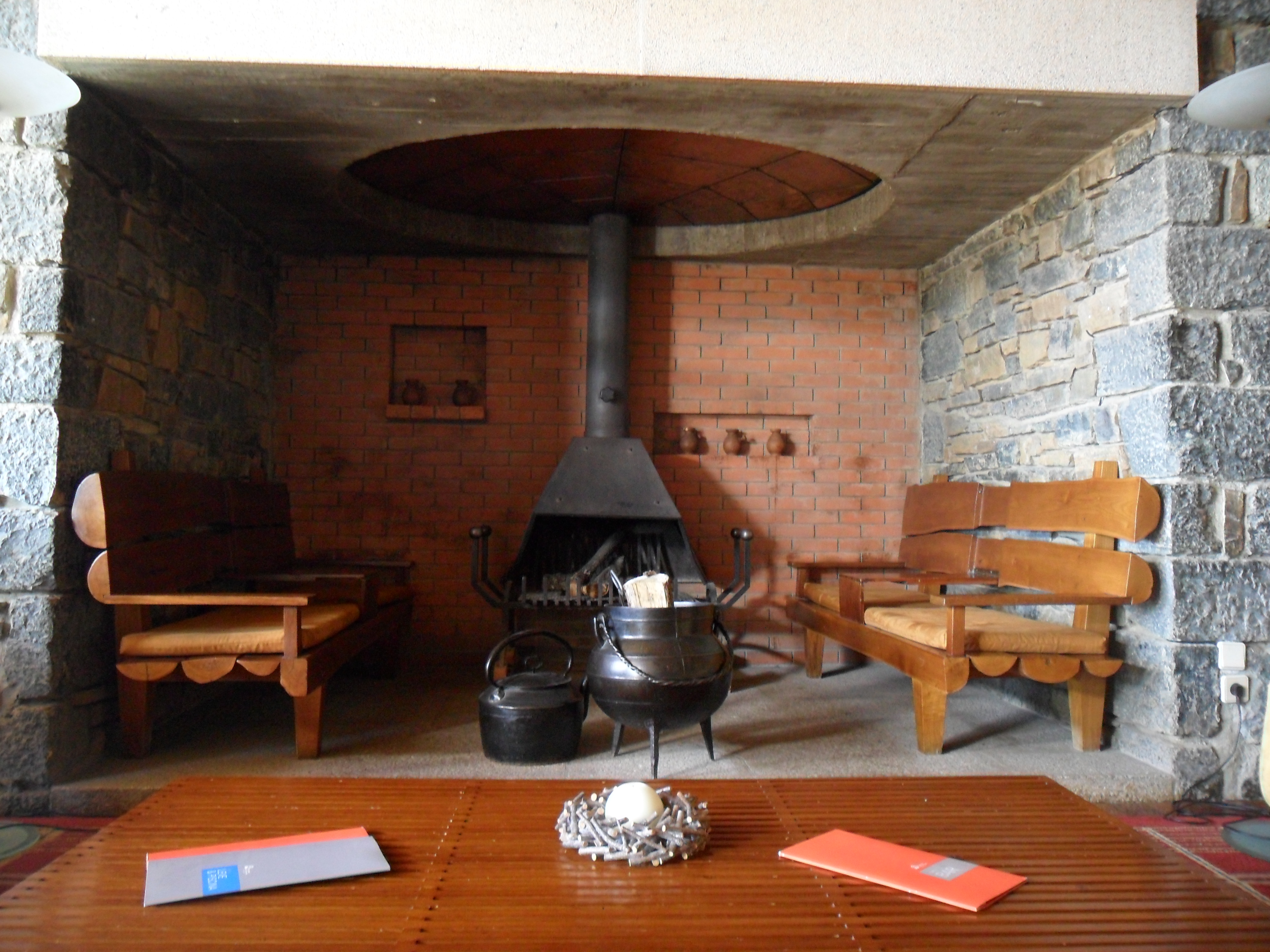
In der Pousada von Bragança
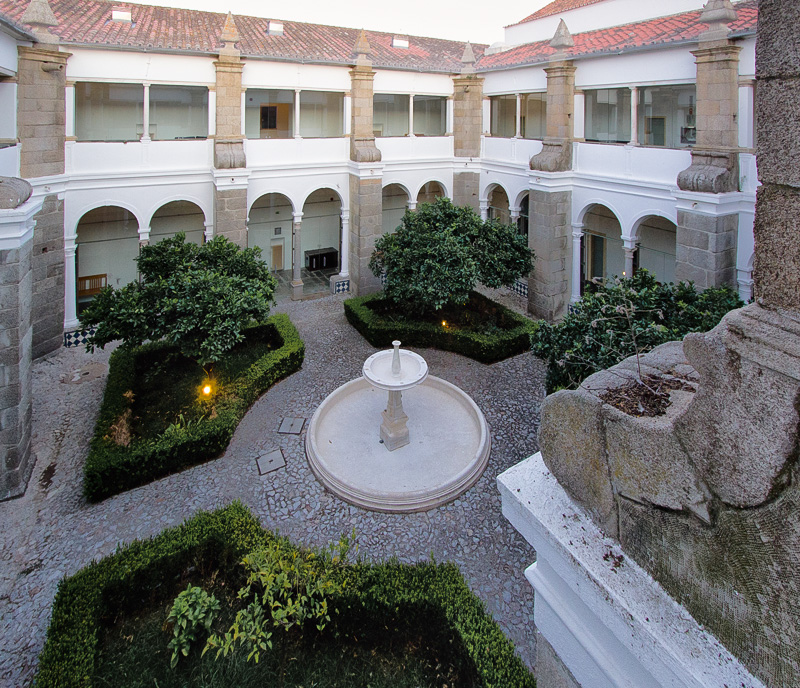
Die Pousada von Arraiolos
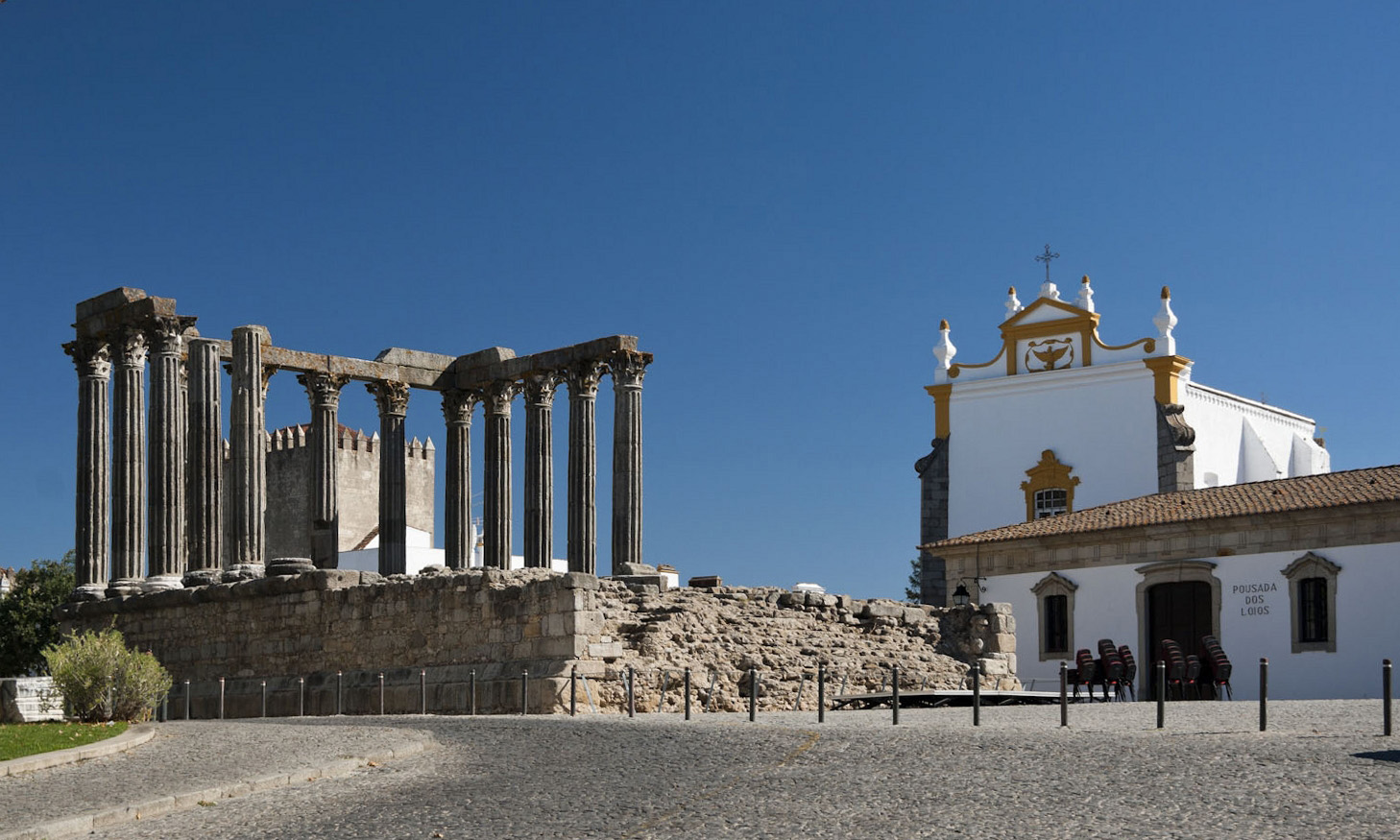
Die Pousada dos Lóios in Évora (rechts)
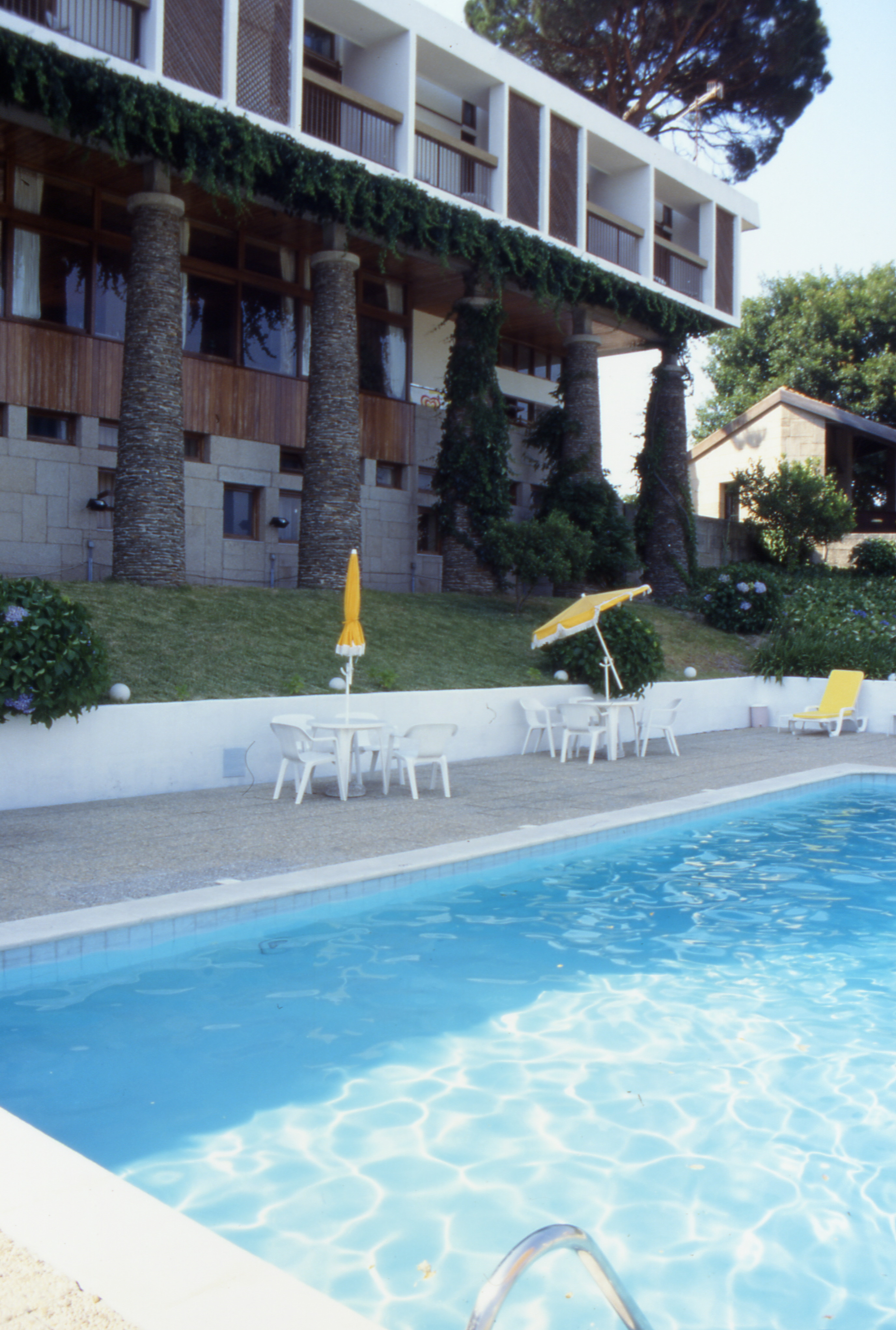
Pousada de Santa Barbara in Portugal
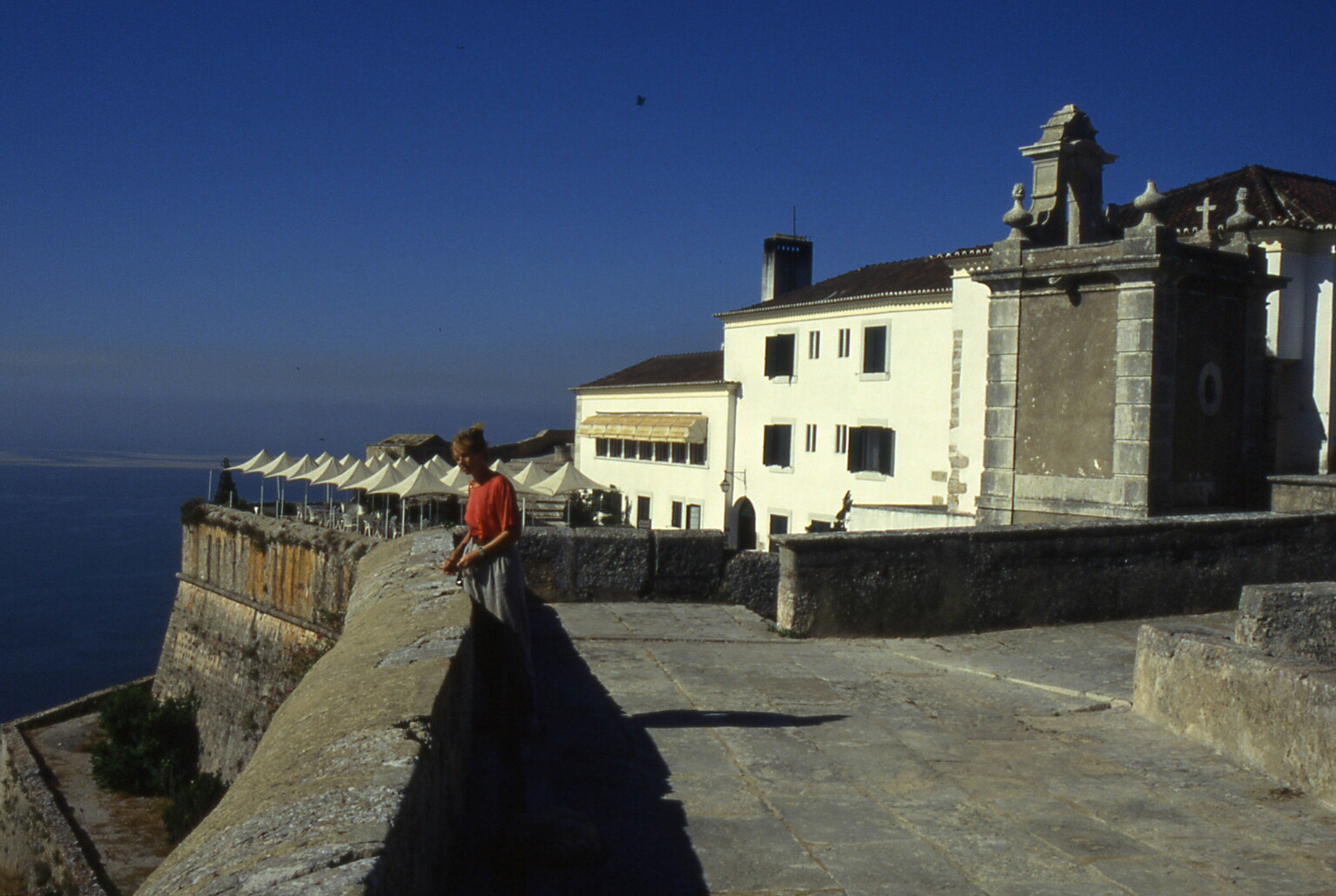
Pousada de Sao Filipe bei Setúbal 1994
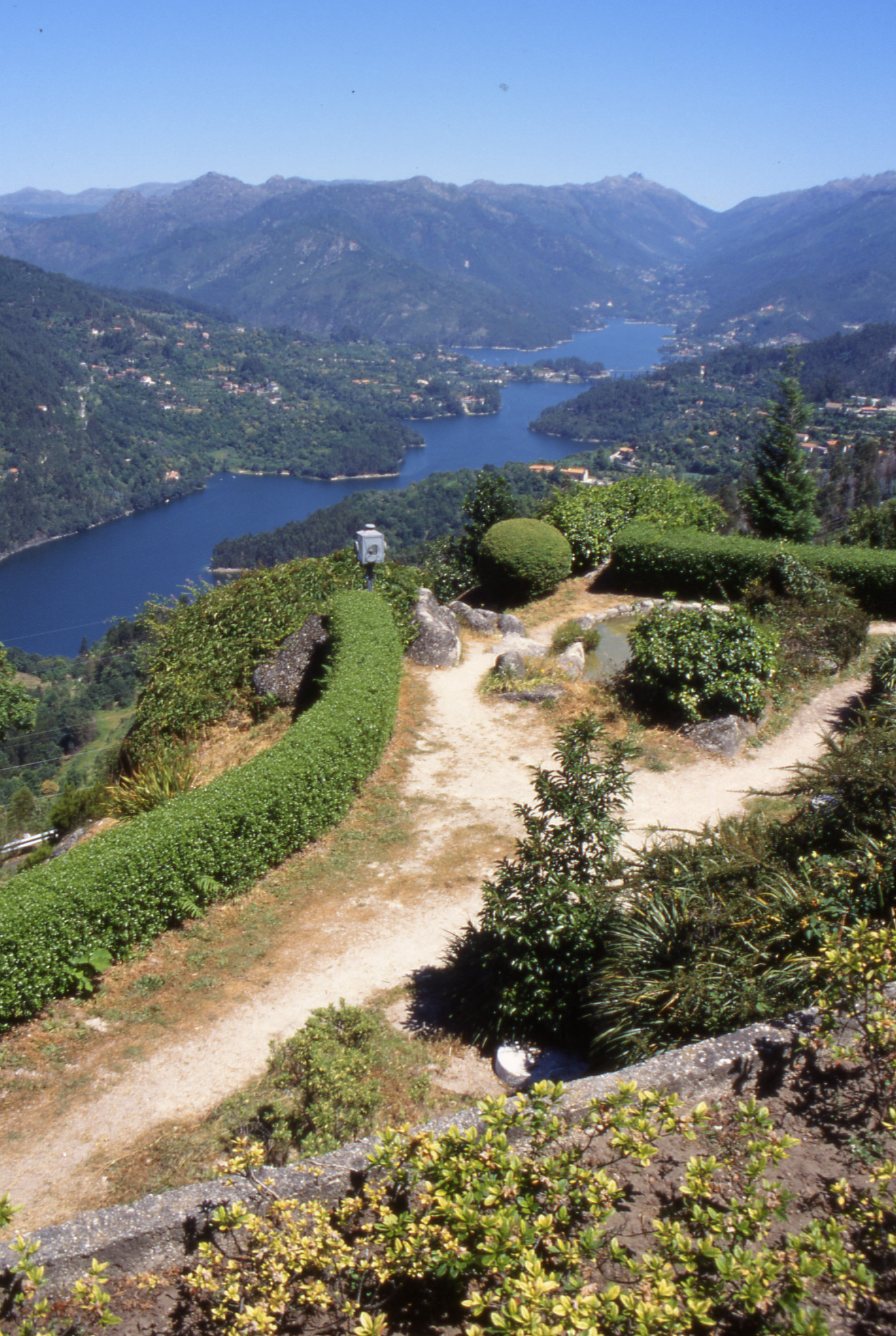
Ausblick auf den Fluss Cávado bei der Pousada de Sao Bento